# Remixomatosis
Remixomatosis - album będący remixem niektórych utworów zespołu. Powstał w wyniku konkursu ogłoszonego przez Marillion. Zespół wybrał najlepsze przeróbki ich utworów z wysłanych im prac i umieścił je na płycie.

## Lista utworów
Podane nazwy utworów oryginalnych, a poniżej kursywą tytuł remixu i autor.
1. "Between You and Me"
Chance's Loopty Heart Remix - Chances End
2. "When I Meet God"
Blissed Remix - Gary Hughes
3. "Quartz"
Dreamtime Mix - Cameron Lasswell
4. "If My Heart Were a Ball it Would Roll Uphill"
TH Mix - Tito Huapaya
5. "Number One"
One Funky Number [re]Mix - Kostia Rapoport
6. "Separated Out"
Outré Mix - Carl Homer
7. "Map of the World"
Acid Kitsch [re]Mix - Kostia Rapoport
8. "Fruit of the Wild Rose"
Lullaby [re]Mix - Kostia Rapoport
9. "This is the 21st Century"
Ancient Instinct [re]Mix - Kostia Rapoport

### Bonus CD
1. "Between You and Me"
Plasma Mix - Robert de Fresens
2. "Separated Out"
In the Groove [re]Mix - Kostia Rapoport
3. "Fruit of the Wild Rose"
Rose-Tinted Mix - Carl Homer
4. "Map of the World"
As We See It Mix - Redroque